# Canción de los bosques

Portada de La canción de los bosques

La canción de los bosques (en ruso: Песнь о лесах), Op. 81, es un oratorio de Dmitri Shostakóvich compuesto en el verano de 1949. Fue escrito para celebrar la reforestación de la estepa rusa tras el fin de la II Guerra Mundial. Estrenada por la Filarmónica de Leningrado bajo Yevgueni Mravinski el 15 de diciembre de 1949, la obra fue bien recibida por el gobierno, ganando el compositor un Premio Stalin al año siguiente.
El oratorio es notorio por contar con líneas alabando a Iósif Stalin como el "gran jardinero", aunque en sus últimas actuaciones las han omitido.

## Estructura
El oratorio dura alrededor de 40 minutos y está escrito en siete movimientos:
1. Cuando terminó la Guerra
2. La llamada resuena por toda la tierra
3. La memoria del pasado
4. Los pioneros plantan los bosques
5. Los combatientes de Stalingrado marchan hacia delante
6. Un paseo en el futuro
7. Gloria

### Instrumentación
Instrumentos de viento-madera: 3 flautas (3 doblan piccolo), 3 oboes (3 de duplicación de corno inglés), 3 clarinetes, 2 fagotes
Viento-metal: 4 trompas, 3 trompetas, 3 trombones, tuba
Percusión:
timbales
triángulo, tambor, platillos, glockenspiel
Otros: celesta, 2 arpas, cuerdas
Banda de música: 6 trompetas, 6 trombones

## Letra
La cantata completa tiene 7 secciones.
1. Когда окончилась война – Cuando la Guerra Terminó
2. Оденем Родину в леса – Vamos a vestir a la Patria con los bosques
3. Воспоминание о прошлом – Recuerdos del pasado
4. Пионеры сажают леса – Los Pioneros plantan los Bosques
5. Комсомольцы выходят вперед – Los Jóvenes Comunistas marchan hacia adelante
6. Будущая прогулка – Un paseo hacia el futuro
7. Слава – Gloria

El título del poema Оденем Родину в леса! se repite como estribillo en la cantata. El segundo movimiento de la cantata comienza como sigue:
Звучит, летит на всю страну,
Разносит ветер голоса:
"Объявим засухе войну,
Оденем Родину в леса,
Оденем Родину в леса!"